# 썸니아
《썸니아》(영어: Before I Wake, 일부 지역 제목은 영어: Somnia)는 2016년 공개된 미국의 다크 판타지 공포 영화이다.

## 출연진
- 케이트 보즈워스
- 토머스 제인
- 제이컵 트람블레이
- 애너베스 기시
- 대시 마이혹
- 제이 칸스
- 랜스 E. 니컬스
- 카일라 디버
- 스코티 톰프슨
- 저스틴 고든
- 코트니 벨

## 기타 제작진
- 총괄 제작: 맬리 엘프먼, 데이비드 S. 그레이트하우스, 마이클 일리치 주니어, 데일 아민 존슨, D. 스콧 럼프킨, 줄리 B. 메이, 글렌 머리
- 배역: 앤 매카시, 켈리 로이
- 미술: 퍼트리시오 M. 패럴
- 세트: 팀 포프
- 의상: 린 팰커너
- 분장: 스테이시 윗
- 헤어: 버드 버드
- 조감독: 제임스 그레이퍼드